# Vídeňská pánev

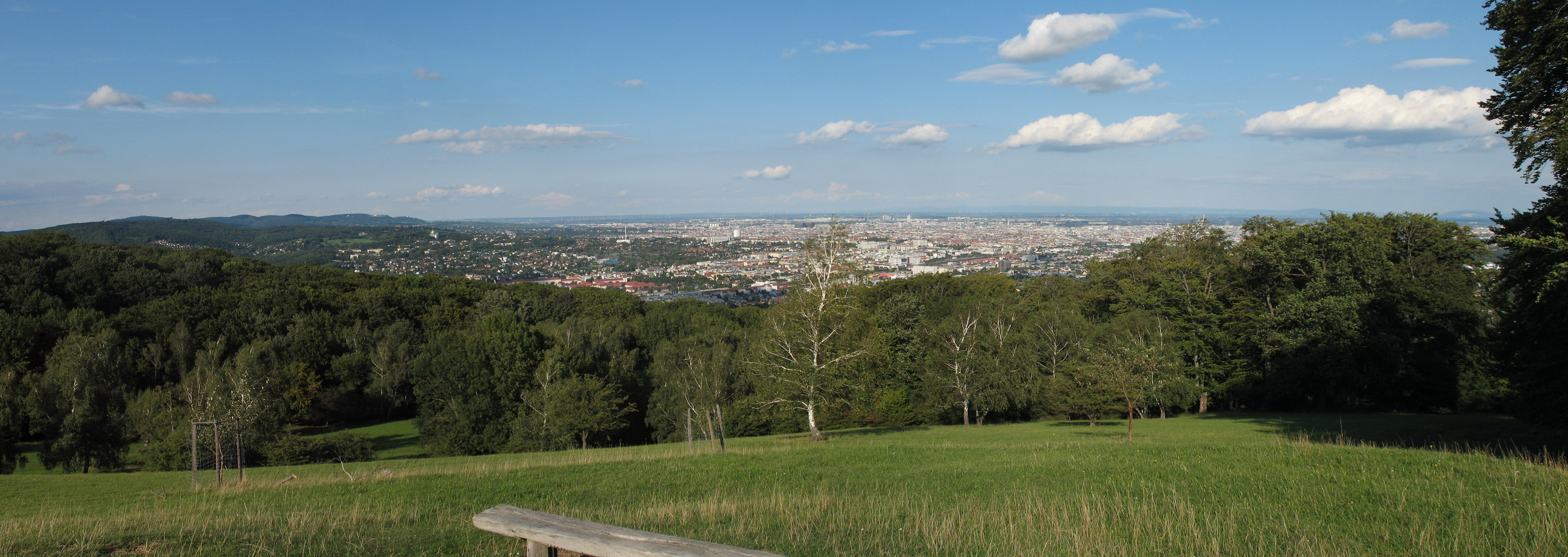
Pohled na Vídeň z Lainzer Tiergarten

Vídeňská pánev (německy Wiener Becken, slovensky Viedenská kotlina) je subprovincie (severozápadní část) Západopanonské pánve v Rakousku, Česku (zejména Jihomoravská pánev – Dolnomoravský úval) a na Slovensku (Záhorská nížina).
Celkové členění:
- Vídeňská pánev v užším smyslu (zahrnuje i Jihomoravskou pánev – Dolnomoravský úval v Česku a Borskou nížinu na Slovensku)
- Marchfeld (Rakousko)
- Leithagebirge (Rakousko)
- Chvojnická pahorkatina (Slovensko)

Na území Česka a Slovenska se subprovincie dělí takto:
- Záhorská nížina (oblast)
  - Borská nížina
  - Chvojnická pahorkatina
- Jihomoravská pánev (oblast)
  - Dolnomoravský úval

Vídeňská pánev je geneticky tektonickou sníženinou, která je složitým systémem zlomů rozdělena na hrásťovo-příkopový systém. Sedimenty, které jsou mořskými usazeninami středního a svrchního miocénu, obsahují ložiska lignitu a ropy. Pánev na území ČR vybíhá severním výběžkem podél toku Moravy k Napajedlům, osu tvoří Dyjsko-moravská niva, kterou lemují nížinné pahorkatiny s erozně-akumulačním povrchem.